# 1093
1093 (MXCIII) var ett normalår som började en lördag i den julianska kalendern.

## Händelser

### Maj
- 26 maj – I slaget vid Stugna kämpar Kievrikets furstar mot Polovtsy.

### November
- 13 november – Den skotske kungen Malkolm III:s styrkor blir besegrade av den engelske kungen Vilhelm II:s trupper i slaget vid Alnwick. Då Malkolm stupar i slaget efterträds han som kung av Skottland av sin bror Donald III.

### Okänt datum
- När den norske kungen Olav Kyrre dör utbryter en liten kamp om den norska tronen. Hans son Magnus utropas till landets kung i Viken, medan hans brorson Håkan Magnusson Toresfostre utropas till kung i Tröndelag och Oppland. Kampen avgörs dock redan året därpå, när Håkan dör och Magnus tar över hela makten.
- Sviatopolk II blir storfurste av Kiev och härskare över Kievriket.
- Henrik av Burgund blir greve av Portugal.
- Anselm av Canterbury, blir ärkebiskop av Canterbury.
- Byggandet av Durham Cathedral påbörjas i Durham i England.
- Byggandet av Carlisle Castle i England påbörjas.
- Odense domkyrka i Danmark färdigställs.
- Isle of Man erövras på nytt av Magnus Barfot.

## Födda
- Abenezra (eller 1092), författare
- Conrad III, den förste tyske kungen i Hohenstaufendynastin
- Roger II av Sicilien

## Avlidna
- 13 april – Vsevolod I av Kiev
- 29 augusti – Hugo I av Burgund
- 13 november – Malkolm III, kung av Skottland sedan 1057
- 16 november – Margareta av Wessex, drottning av Skottland sedan 1070 (gift med Malkolm III) och helgon
- Olav Kyrre, kung av Norge sedan 1069
- Gao, kinesisk regent.